# Nikolas Agrafiotis
Nikolas Agrafiotis (serbisch-kyrillisch Николас Аграфиотис; * 25. April 2000 in 's-Hertogenbosch) ist ein niederländisch-serbischer Fußballspieler. Seit Januar 2024 steht der Offensivspieler beim SV Wehen Wiesbaden unter Vertrag.

## Sportlicher Werdegang
Agrafiotis, Sohn einer serbischen Mutter und eines griechischen Vaters, begann mit dem Vereinsfußball beim FC Den Bosch, den er 2014 als Teenager in Richtung Vitesse Arnheim verließ. Für die als „Jong Vitesse“ antretende Reservemannschaft debütierte er zwei Jahre später in der drittklassigen Tweede Divisie, zudem wurde er zu dieser Zeit in die serbische U-16-Nationalmannschaft berufen. Während er vornehmlich weiters im Nachwuchsbereich des Klubs auflief, trat er mit der Reservemannschaft nach deren Abstieg im Sommer 2017 zeitweise in der Derde Divisie an, ehe sie direkt wieder aufstieg. Ab 2019 spielte er für die U-21-Mannschaft des Klubs in der Reservecompetitie, die im folgenden Frühjahr aufgrund der Auswirkungen der COVID-19-Pandemie in den Niederlanden vorzeitig abgebrochen wurde. Im Sommer des Jahres schloss er sich mit einem Zweijahresvertrag dem in der Eerste Divisie antretenden FC Dordrecht an. Hier etablierte er sich als Stammspieler und wurde während der Wechselperiode im Januar 2022 vom Ligakonkurrenten Excelsior Rotterdam abgeworben. Als Tabellensechster der Zweitligasaison 2021/22 qualifizierte er sich mit der Mannschaft für die Aufstiegsspiele zur Eredivisie. Mit zwei Treffern in drei Spielen trug er dort zum Aufstieg in die höchste Spielklasse maßgeblich bei.
Im Januar 2024 wechselte Agrafiotis nach Deutschland und schloss sich dem seinerzeitigen Zweitligisten SV Wehen Wiesbaden an. Am Ende der Spielzeit 2023/24 belegte er mit dem Vorjahresaufsteiger den Relegationsplatz. Nachdem er beim 2:2-Remis im Auswärtsspiel beim Drittliga-Dritten SSV Jahn Regensburg in der Startelf gestanden hatte, wurde er bei der den Abstieg bedeutenden 1:2-Niederlage vor eigenem Publikum im Rückspiel eingewechselt. In der Drittligasaison 2024/25 kam er unter Trainer Nils Döring nicht über den Status eines Ergänzungsspielers hinaus und verzeichnete lediglich als Einwechselspieler Einsatzminuten.